# Takram
Takram (persiska: تکرم) är en ort i Iran.   Den ligger i provinsen Gilan, i den nordvästra delen av landet, 240 km nordväst om huvudstaden Teheran. Takram ligger 21 meter över havet och antalet invånare är 582.
Terrängen runt Takram är huvudsakligen platt, men åt sydost är den kuperad.Runt Takram är det tätbefolkat, med 659 invånare per kvadratkilometer. Närmaste större samhälle är Rasht, 14,9 km nordost om Takram. Trakten runt Takram består till största delen av jordbruksmark.